# Timbres des îles Féroé 2007
Cet article recense les timbres des îles Féroé émis en 2007 par Postverk Føroya.

## Généralités
Les émissions porte la mention « Forøya » et une valeur faciale libellée en couronne féroïenne, monnaie liée à la couronne danoise (DKK).
Ce territoire danois bénéficie de l'autonomie postale depuis 1975.

### Tarifs
Les tarifs en vigueur sont ceux du 2 janvier 2006. Voici les tarifs réalisables avec un timbre ou un bloc émis en 2007.
Tarifs nationaux vers les îles Féroé, le Danemark et le Groenland :
- 5,50 DKK : lettre prioritaire de moins de 20 grammes.
- 9 DKK : lettre prioritaire de 20 à 100 grammes.
- 25 DKK : lettre prioritaire de 250 à 500 grammes.

Tarifs internationaux :
Deux types d'acheminement sont possibles : prioritaire par avion et économique par bateau.
- 7,50 DKK : lettre prioritaire de moins de 20 grammes vers l'Europe et les pays du Nord.
- 9 DKK : lettre économique de moins de 20 grammes vers le reste du monde.
- 10 DKK : 
  - lettre prioritaire de moins de 20 grammes vers le reste du monde.
  - lettre économique de 20 à 100 grammes vers l'Europe et les pays du Nord.
- 20 DKK :
  - lettre prioritaire de 20 à 100 grammes vers le reste du monde.
  - lettre économique de 100 à 250 grammes vers l'Europe et les pays du Nord.
- 25 DKK : lettre prioritaire de 100 à 250 grammes vers l'Europe et les pays du Nord.

## Légende
Pour chaque timbre, le texte rapporte les informations suivantes :
- date d'émission, valeur faciale et description,
- formes de vente,
- artistes concepteurs et genèse du projet,
- manifestation premier jour,
- date de retrait, tirage et chiffres de vente,

ainsi que les informations utiles pour une émission donnée.

## Février

### Énergie des vagues

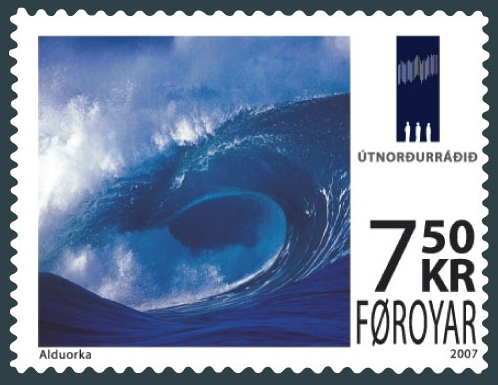
Le timbre « énergie des vagues ».

Le 12 février, dans le cadre d'une émission conjointe le Groenland et l'Islande sur le thème des énergies renouvelables, est émis un timbre de 7,50 DKK sur l'énergie qui pourrait être produite à partir des vagues. Si le timbre représente une grande vague déferlante, le fascicule de présentation signale le projet actuel de construction d'une centrale houlomotrice aux îles Féroé par l'entreprise écossaise-féroïenne SeWave. Le logotype du Conseil nordique de l'ouest auquel participent les trois pays, est reproduit : une aurore boréale sur fond noir au-dessus de trois silhouettes blanches).
Préparé par le service philatélique local, le timbre de 4 × 3,05 cm est imprimé en offset en feuille de vingt par l'imprimeur canadien The Lowe-Martin Group.
Le timbre du Groenland illustre l'énergie hydroélectrique et celui d'Islande l'énergie géothermique.

### La femme-phoque

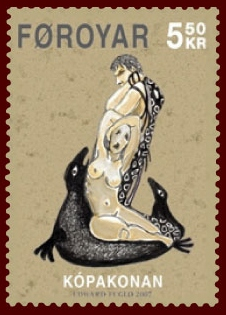
Un des timbres de la série.

Le 12 février, est émis un bloc-feuillet de dix timbres de 5,50 DKK sur la légende de la femme-phoque (Kópakonan). Selon les versions, cette femme-phoque est privée de sa peau de phoque par un paysan ou un pêcheur et fonde une famille avec lui. Plus tard, en retrouvant sa peau, elle rejoint son amant-phoque ; au risque dans une des versions féroïenne, de voir son mari humain et ses compagnons tuer ce phoque. Chaque timbre est un épisode de ces versions. L'adresse web au bas du feuillet est celle du site de Postverk Føroya consacré à la mythologie.
Les timbres de 3 × 4,3 cm sont dessinés par Edward Fuglø. Ils sont imprimés en offset par l'Österreichische Staatsdruckerei autrichienne.

### La Recherche

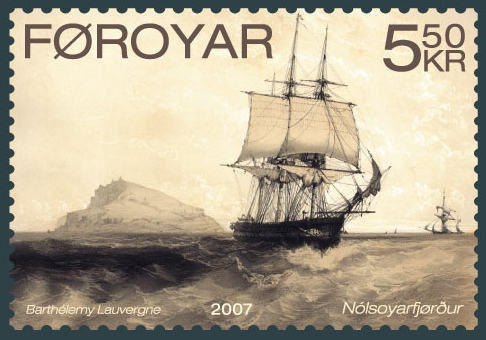
La Recherche sur le timbre de 5,50 couronnes.

Le 12 février, sont émis deux timbres de 5,50 DKK et de 7,50 DKK reproduisant des lithographies réalisées au cours de l'exploration mené dans les îles Féroé par l'équipage français et scandinave de la corvette française La Recherche. Entre 1838 et 1840, ce navire explore entre la Norvège, les îles Féroé, l'archipel de Svalbard, la péninsule de Kola et la mer Blanche au nord de la Russie. Le 5,50 DKK présente la corvette au large de l'île de Nólsoy ; la montagne de Skælingsfjall domine le paysage du 7,50 DKK.
Les deux lithographies sont l'œuvre de Barthélemy Lauvergne (1805-1871) et ont été publiées dans Atlas pittoresque. Voyage de la Commission scientifique du Nord : en Scandinavie, en Laponie, au Spitzberg et aux Féroé, pendant les années 1838, 1839 et 1840, sur la corvette La Recherche. Les timbres mesurent 4 × 2,9 cm et sont imprimés en offset par l'imprimeur canadien The Lowe-Martin Group.

## Avril

### Europa: cent ans de scoutisme
Le 10 avril, dans le cadre de émission Europa, sont émis deux timbres de 5,50 DKK et 10 DKK sur le thème annuel commun, le centenaire du scoutisme. Sur le premier timbre, une scoute recueillent un oiseau ; sur le second, une tente orange et un camp sont installés sur une pente herbeuse. À l'arrière-plan des deux illustrations, la ciel bleu apparaît derrière un relief vert.
Les timbres de 2,9 × 4,2 cm sont dessinés par Edward Fuglø. L'impression est réalisée en offset par l'imprimeur canadien The Lowe-Martin Group.

### L'Honneur du pauvre

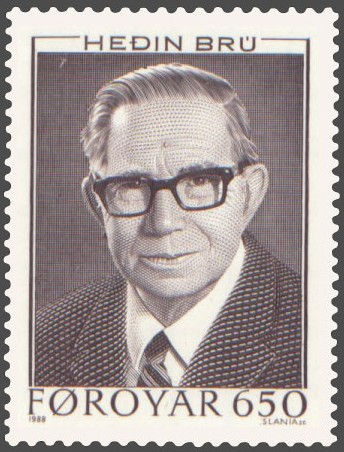
Heðin Brú sur un timbre des Féroé de 1988, gravé par Czesław Słania.

Le 10 avril, est émis un feuillet de huit timbres de 7,50 couronnes illustrés de scènes inspirées du roman L'Honneur du pauvre (Feðgar á ferð), vingt ans après la mort de son auteur. Il fut composé par l'écrivain féroïen Heðin Brú (1901-1987), natif de l'île de Sandoy. Conseiller agronome de 1929 à 1968, il parcourait l'archipel pour conseiller les exploitants et en profitait pour conserver les récits et faits divers de la vie des Féroïens qui ont nourri ses romans et nouvelles ; il a également traduit des œuvres étrangères en féroïen. L'Honneur du pauvre conte le quotidien de quatre personnages vivant à l'ancienne dans la première moitié du XXe siècle alors que les jeunes Féroïens ont commencé à changer de mode de vie.
Les illustrations sont l'œuvre de Bárður Jákupsson et sont imprimées sur des timbres de 2,75 × 4 cm en offset par l'imprimeur canadien The Lowe-Martin Group.

## Juin

### Les oiseaux de la basse-cour

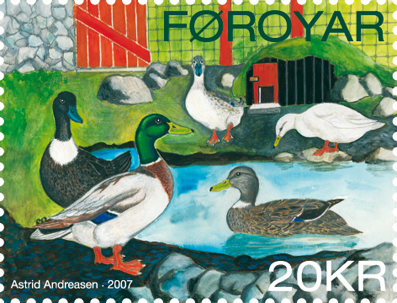
Le timbre de 20 couronnes sur les canards.

Le 11 juin, sont émis trois timbres sur les oiseaux de la basse-cour : un coq et des poules et poulets sur le 9 couronnes, des canards dans leur mare sur le 20 DKK, et deux oies sur le 25 DKK. Ils sont dessinés sur un fond de basse-cour herbeuse et clôturée, située non loin des bâtiments de la ferme.
Les timbres sont dessinés par Astrid Andreasen.

### Traducteurs de laBible
le 11 juin, est émis un bloc de trois timbres de 5,50 couronnes honorant trois traducteurs de la Bible (Bíbliutýðarar) en langue féroïenne. Leurs portraits en costume noir et chemise blanche sont posés comme des bustes sur un décor de collines. 
Jákup Dahl (1878-1944, timbre de gauche) était un instituteur à Tórshavn qui enseigna en langue féroïenne bien que ce fut interdit. À sa démission en 1912 et grâce à ses études de théologie, il devient pasteur, puis doyen des îles Féroé à partir de 1912. Dans les années 1920 et 1930 sont publiées ses traductions de parties de la Bible à partir du grec. 
Kristian Osvald Viderø (1906-1991, timbre du centre), pêcheur dans sa jeunesse, réussit des études à Copenhague et obtient un diplôme de théologie en 1941 tout en voyageant en Europe et autour de la mer Méditerranée. De 1947 à 1977, il est pasteur dans l'archipel, avant de passer sa retraite en voyageant. Il poursuit la traduction de Dahl après 1944 à partir de l'hébreu qui aboutit à la publication complète en 1961 du texte sacré, autorisée par l'Église Nationale.
Bien qu'ayant un diplôme d'enseignant en 1914, Victor Danielsen (1894-1961, timbre de droite) démissionne rapidement pour devenir missionnaire pour la Communauté des frères (Brøðrasamkoman). De 1930 à 1937, il traduit le Nouveau Testament, avant de passer à l'Ancien Testament à partir de traductions nordiques.

### Sources
- Le catalogue de vente par correspondance fournit le format, la dentelure, la technique d'impression et l'imprimeur. Les textes de présentation sont le plus souvent ceux lisibles sur le site web officiel.